# الدوري الهولندي الدرجة الأولى 2003–04
الدوري الهولندي الدرجة الأولى 2003–2004 هو الموسم الثامن والأربعون من الدوري الهولندي الدرجة الأولى منذ إنشائه في عام 1956. فاز بهذا الموسم دين بوستش.

## الفرق
يشارك 20 نادي في الدوري: النادي الذي يحتل المرتبة الأولى في هذا الدوري يتأهل مباشرة إلى الدوري الهولندي الممتاز، تأهل في هذه الدوري دين بوستش.